# سیدبندی جام جهانی فوتبال ۲۰۱۸
قرعه کشی جام جهانی فوتبال ۲۰۱۸ در ۱ دسامبر ۲۰۱۷ (۱۰ آذر ۱۳۹۶) در کاخ بزرگ کرملین در مسکو، روسیه برگزار شد. این قرعه‌کشی، گروه‌بندی ۳۲ تیم ملی واجد شرایط را انجام داد و چیدمان مرحله گروهی را تعیین کرد. بر خلاف دوره قبلی تیم‌ها بر اساس آخرین رتبه بندی جهانی فیفا داخل گلدان‌ها قرار گرفتند، به‌طوری‌که فالیزک به عنوان میزبان به همراه هفت تیم برتر صعودکننده به جام جهانی در گلدان یک و هشت تیم بعدی در گلدان ۲ و به همین ترتیب سایر تیم‌ها در گلدان‌ها ٣ و ۴ قرار گرفتند. تیم‌های یک گلدان نمی‌توانند در یک گروه قرار بگیرند.
بنا به قرعه معمولاً چند تیم سطح اول در یک گروه قرار میگیرند که به اصطلاح به آن گروه مرگ میگویند.
در این قرعه کشی در گروه B ایران بزرگترین تیم آسیا،پرتغال قهرمان اروپا،اسپانیا پر ستاره‌ترین تیم اروپا و مراکش نایب قهرمان آفریقا باهم در یک گروه قرار گرفتند. که عنوان گروه مرگ را در این قرعه کشی از آن خود کرد. 

## سیدبندی
سیدبندی برای قرعه‌کشی بر پایه رتبه‌بندی جهانی فیفا در اکتبر ۲۰۱۷ صورت گرفت.

### تیم‌های واجد شرایط (بترتیب اخذ مجوز حضور در تورنمنت)
| ترتیب اخذ مجوز حضور در تورنمنت | کشور           | رتبه فیفا اکتبر ۲۰۱۷ | گلدان |
| ------------------------------ | -------------- | -------------------- | ----- |
| ۱                              | روسیه (میزبان) | ۶۵                   | ۴     |
| ۲                              | برزیل          | ۲                    | ۴     |
| ۳                              | ایران          | ۳۴                   | ۳     |
| ۴                              | ژاپن           | ۴۴                   | ۵     |
| ۵                              | مکزیک          | ۱۶                   | ۴     |
| ۶                              | بلژیک          | ۵                    | ۲     |
| ۷                              | کرهٔ جنوبی      | ۶۲                   | ۴     |
| ۸                              | عربستان سعودی  | ۶۳                   | ۴     |
| ۹                              | آلمان          | ۱                    | ۲     |
| ۱۰                             | انگلستان       | ۱۲                   | ۲     |
| ۱۱                             | اسپانیا        | ۸                    | ۲     |
| ۱۲                             | نیجریه         | ۴۱                   | ۴     |
| ۱۳                             | کاستاریکا      | ۲۲                   | ۳     |
| ۱۴                             | لهستان         | ۶                    | ۲     |
| ۱۵                             | مصر            | ۳۰                   | ۴     |
| ۱۶                             | ایسلند         | ۲۱                   | ۴     |
| ۱۷                             | صربستان        | ۳۸                   | ۴     |
| ۱۸                             | پرتغال         | ۳                    | ۲     |
| ۱۹                             | فرانسه         | ۷                    | ۲     |
| ۲۰                             | اروگوئه        | ۱۷                   | ۲     |
| ۲۱                             | آرژانتین       | ۴                    | ۲     |
| ۲۲                             | کلمبیا         | ۱۳                   | ۲     |
| ۲۳                             | پاناما         | ۴۹                   | ۴     |
| ۲۴                             | سنگال          | ۳۲                   | ۳     |
| ۲۵                             | مراکش          | ۴۸                   | ۴     |
| ۲۶                             | تونس           | ۲۸                   | ۳     |
| ۲۷                             | سوئیس          | ۱۱                   | ۲     |
| ۲۸                             | کرواسی         | ۱۸                   | ۲     |
| ۲۹                             | سوئد           | ۲۵                   | ۳     |
| ۳۰                             | دانمارک        | ۱۹                   | ۳     |
| ۳۱                             | استرالیا       | ۴۳                   | ۴     |
| ۳۲                             | پرو            | ۱۰                   | ۲     |

## گلدان‌ها
| گلدان ۱             | گلدان ۲       | گلدان ۳        | گلدان ۴            |
| ------------------- | ------------- | -------------- | ------------------ |
| روسیه (میزبان) (۶۵) | اسپانیا (۸)   | دانمارک (۱۹)   | صربستان (۳۸)       |
| آلمان (۱)           | پرو (۱۰)      | ایسلند (۲۱)    | نیجریه (۴۱)        |
| برزیل (۲)           | سوئیس (۱۱)    | کاستاریکا (۲۲) | استرالیا (۴۳)      |
| پرتغال (۳)          | انگلستان (۱۲) | سوئد (۲۵)      | ژاپن (۴۴)          |
| آرژانتین (۴)        | کلمبیا (۱۳)   | تونس (۲۸)      | مراکش (۴۸)         |
| بلژیک (۵)           | مکزیک (۱۶)    | مصر (۳۰)       | پاناما (۴۹)        |
| لهستان (۶)          | اروگوئه (۱۷)  | سنگال (۳۲)     | کرهٔ جنوبی (۶۲)     |
| فرانسه (۷)          | کرواسی (۱۸)   | ایران (۳۴)     | عربستان سعودی (۶۳) |

| آسیا آفریقا | کونکاکاف (آمریکای شمالی، مرکزی و کارائیب) کونمبول (آمریکای جنوبی) | اروپا |

## گروه‌بندی
روسیه به عنوان تیم میزبان در بالای جدول رده‌بندی به همراه هفت تیم دیگر گروه‌بندی شد.
| گروه A        | گروه B  | گروه C   | گروه D   | گروه E    | گروه F    | گروه G   | گروه H |
| ------------- | ------- | -------- | -------- | --------- | --------- | -------- | ------ |
| روسیه         | پرتغال  | فرانسه   | آرژانتین | برزیل     | آلمان     | بلژیک    | لهستان |
| عربستان سعودی | اسپانیا | استرالیا | ایسلند   | سوئیس     | مکزیک     | پاناما   | سنگال  |
| مصر           | مراکش   | پرو      | کرواسی   | کاستاریکا | سوئد      | تونس     | کلمبیا |
| اروگوئه       | ایران   | دانمارک  | نیجریه   | صربستان   | کرهٔ جنوبی | انگلستان | ژاپن   |

با توجه به رتبه بندی فیفا، قویترین گروه، گروه E است (مجموع امتیاز ۴۴۱۵)، و به ترتیب گروه F با (۴۱۵۱)، گروه B با (۴۱۲۸)، گروه C با (۴۱۰۱)، گروه D با (۴۰۹۹)، گروه G با (۳۹۵۳)، گروه H با (۳۹۴۴) و در آخر گروه A ضعیف‌ترین با (۲۹۹۱) امتیاز می‌باشد.